# مطالعات تجمع خانوادگی
مطالعات  تجمع خانوادگی اولین قدم در بررسی علل ژنتیکی بیماری ها هستند و به عنوان پیش شرط برای بررسی های تخصصی تر در ژنتیک در نظر گرفته می شوند. در این مطالعات  بدون استفاده از آزمایش های تخصصی و فقط با استفاده از فنوتیپ ، به بررسی علل ژنتیکی بیماری ها می پردازند.

زمانی که شیوع یک رفتار، یا بیماری خاص در افراد یک خانواده بیشتر از شیوع  مورد انتظار و تصادفی آن بیماری در جامعه مورد نظر باشد تجمع خانوادگی اتفاق می افتد. 
وجود تجمع خانوادگی  بیانگر این است که هر یک از عوامل محیطی و ژنتیکی و یا برهم کنش این دو عامل ممکن است در بروز بیماری نقش داشته باشد.
این مطالعات بسته  به اینکه اولین فرد انتخابی از خانواده(پروبند)، با کدام یک از اعضای خانواده خود بررسی می شوند نام های متفاوتی دارند. در بررسی  تجمع عامل مورد بررسی بین خواهران و برادران یک پروبند با در نظر گرفتن وضعیت فرزندخواندگی والدین بیولوژیک ، مطالعه از نوع Full Sibling/ Step Sibling/ Half Sibling می باشد.طراحی هایی  که وضعیت ابتلا به فنوتیپ در فرزندان-والدین  بررسی می شود  Parent Offspring و به مطالعاتی که به بررسی تجمع فنوتیپ بین پروبند والدین و پدر بزرگ و مادربزرگ ها می پردازند  Grandparent- parent نامیده می شوند.

## روش های اجرای مطالعات تجمع خانوادگی
مطالعات تجمع فامیلی بر حسب شرایط موجود به روش های الف- فقط مورد ب- مقطعی  ج- طرح های مورد-شاهدی د-کوهورت  قابل اجرا می باشد.